# Nieuw-Caledonisch stormvogeltje
Het Nieuw-Caledonisch stormvogeltje (Fregetta lineata) is een vogel uit de familie van de zuidelijke stormvogeltjes. De vogel broedt op het eiland Nieuw-Caledonië en is daar endemisch. Buiten de broedtijd verblijft de vogel boven open zee in de Koraalzee en de Grote Oceaan tot aan de Marquesaseilanden. 
De vogel werd in 1848 al beschreven en is nauw verwant aan het Nieuw-Zeelands stormvogeltje en lang beschouwd als een afwijkende vorm van deze soort. Op grond van onderzoek uit 2022 is de vogel weer als aparte soort opgenomen op de IOC World Bird List.
Volgens Frans onderzoek kan de soort als ernstig bedreigd worden beschouwd want er zijn nog slechts 100 tot 1000 broedparen.